# フンタ (半島戦争)
フンタ（西: junta）は、ナポレオン時代にフランスの侵略軍により転覆させられた正式なスペイン政権に代わる愛国的な政権として、スペイン独立戦争の間スペインの各地で結成されたいくつかの政権が選んだ名称。フンタは通常、すでに存在しているアユンタミエント(参事会)に、司教などの社会の著名なメンバーを追加することにより結成された。伝統的なスペインの半島の諸王国の首都のフンタは、地方のフンタから差別化するため、また地方のフンタに権威を主張するため、それ自体をフンタ・スプレマ(Junta Suprema、最高評議会)と名付けた。またこの時代に、フンタはスペインでの進展に対応してイスパノアメリカでも結成された。

## 半島戦争の経過
ナポレオン・ボナパルトとその軍は、フォンテーヌブロー条約に基づいてポルトガルを侵略するという名目で、1808年2月9日にカタルーニャに入ったのを皮切りに、2月13日にはバルセロナに駐屯、2月29日にはシウダデリャとモンジュイックを事実上占領した。これに対しスペイン当局は逆らうことなく治安の維持に努めるのみであった。3月のアランフエス暴動でカルロス4世が退位しゴドイが失脚、フェルナンド7世の即位が決まるが、5月から6月にかけてナポレオンの実兄ジョセフがスペイン国王となり、フランスのスペイン併合の意図が明らかにされた。依然バルセロナは占領されたままであったが、占領を免れていた各都市では、5月28日のリェイダを始めとして、抵抗組織としてのフンタ、自治評議会が続々と作られた。1808年6月18日には各地区評議会の結集体としてカタルーニャ最高評議会が作られた。

## 最高中央評議会
フランスに対する取り組みをまとめ、また英国の援助に対応するためにも、フンタのまとまりは必要であることに気づき、いくつかの最高評議会(ムルシア、バレンシア、セビーリャ、そしてカスティーリャとレオン)は、中心となるフンタの結成を呼びかけた。各フンタと信用を失ったカスティーリャ最高法院(当初ホセ1世を支持していた)の間の一連の交渉の後に、「王国最高中央統治評議会」(Junta Suprema Central y Gubernativa del Reino)は1808年9月25日にアランフエスで開催され、フロリダブランカ伯をその議長とした。
当時不在の王と王国政府の代理としての役目を果たして、中央評議会は地方の諸州と海外領土から「臨時国会」に代表を呼ぶことに成功した。国会と呼ばれる理由は、帝国全体の単一の、また帝国の憲法を書くことになる立法府であったためである。1810年が始まるまで、最高中央評議会の司令下の軍は深刻な反撃(オカニャの戦い、アルバ・デ・トルメスの戦い)に苦しんだ。それらの戦いでフランスはスペインに大きな損失を負わせただけではなく、スペイン南部を制圧し、政府はスペインの地でその設立が可能な最後のとりで、カディスまで撤退せざるを得なくなった。これを踏まえて、中央評議会は1810年1月29日に自ら解散し、国会を開催する役割を担う5名によるスペイン・インディアス摂政委員会を設立した。その結果フンタの体制は摂政とカディス・コルテス(カディスの国民議会)に置き代えられ、それらは1812年憲法のもと恒久的な政府を樹立した。

### 民衆主権論
フンタ設立の背景には、正当な国王が不在の場合に、民衆がこれに代わり主権を行使できるとする、スペインの公法上の法理があった。これは当時としても目新しいものではなく、1410年5月にマルティン1世が急逝した後1412年6月までの空位期間に、主権が民衆により行使された例もあった。この法理を踏まえると、中央評議会解散後にできた摂政委員会を構成するメンバーは選挙によって選ばれておらず、適法性に疑問が残されていた。

## イスパノアメリカ
フンタという用語は、イスパノアメリカでもスペインでの進展に反応して、1809年、1810年、1811年に設立された最初の自治政府を表すために使用された。カディス・コルテスへの代議員が選ばれることになる時までに、アメリカ大陸の一部の地方は独自のフンタを樹立することに成功した。彼らはカディスに代議員を派遣しなかったが、むしろフンタは自力で統治を続けたり恒久的な政府の設置のため議会を求めたりした。この進展により、イスパノアメリカ独立戦争が起こった。
イスパノアメリカで創設されたフンタの多くは、民衆主権論を論拠として、摂政委員会の成立過程に疑義を唱えて、その権威に否定的であった結果生まれた。一例として挙げると、1810年4月20日にカラカス、5月25日にブエノスアイレス、7月20日にボゴタ、9月18日にチリで、フンタの設立が相次いだ。

## 参照
1. 1 2 3 4 5  立石1993, p617
2. 1 2  Documents of the Junta Era at the Biblioteca Virtual Miguel de Cervantes. In Spanish.
3. 1 2 3  中川2000, p79
4. 1 2  中川2000, p83